# Sigins
Els sigins (en llatí sigynnes, en grec antic Σιγύννες) era el nom que es va donar al conjunt de les poblacions més enllà del Danubi, a part dels escites.
Heròdot els descriu com a tracis a causa de les descripcions que els seus informants li van donar, que vestien com els medes i es consideraven descendents dels medes. Els seus cavalls eren molt petits, més aviat com a ponis, i tenien el pel molt llarg. No eren prou forts per portar una persona al damunt, però sí per estirar un carro. Es diu que estirant els carros eren lleugers i ràpids i es conserven imatges dels cavalls sigins estirant-los.
Es creu que pertanyien a diferents grups ètnics i era una denominació general per tots els pobles. S'anomenaven així les poblacions des del Danubi fons a l'Adriàtic, i després als habitants fins a Pannònia. Al nord limitaven amb alguns pobles escites. Pels habitants de Massilia, la paraula sigins significava un transportista amb carro. A Xipre s'anomenaven sigynna un determinat tipus de llances.